# Hugh Hefner
Hugh Marston Hefner, detto Hef (Chicago, 9 aprile 1926 – Los Angeles, 27 settembre 2017) è stato un editore statunitense, fondatore della celebre rivista erotica Playboy e a capo del Playboy Enterprises.

## Biografia
Figlio di Glenn Lucius Hefner (1896-1976), d'origine tedesca e inglese, e Grace Caroline (1895-1997), di ascendenza inglese e svedese, si laureò in psicologia dopo la seconda guerra mondiale, dopo avere servito nell'esercito statunitense durante gli ultimi mesi del conflitto. 
Hef, come era chiamato e conosciuto, partecipò ad alcuni cameo interpretando se stesso nelle commedie cinematografiche Beverly Hills Cop II - Un piedipiatti a Beverly Hills II (1987), La coniglietta di casa (2008) e Miss Marzo (2009). Nelle sue poche apparizioni venne ripresa anche la sua famosa residenza (Playboy Mansion). Il celebre playboy, pur essendo stato sposato tre volte, visse nella sua reggia di Beverly Hills con un harem di "Conigliette" (arrivate ad essere fino a sette contemporaneamente).
Il primo numero di Playboy venne pubblicato nel 1953 e la centerfold, cioè la ragazza della pagina centrale, fu la nuova diva Marilyn Monroe. Molte star invece acconsentirono a posare per la celebre rivista, da attrici come Jayne Mansfield, Drew Barrymore e Charlize Theron a sportive come la pattinatrice Katarina Witt, a cantanti come l'ex Spice Girl Geri Halliwell. Il creatore della rivista fu anche un pioniere nella pubblicazione di lunghe interviste approfondite, anche scomode, a personaggi come Marlon Brando, Fidel Castro, Lance Armstrong o Nicole Kidman, oltre ad altre numerose star del cinema, della politica e della letteratura.
Hefner è morto il 27 settembre 2017 a 91 anni, per cause naturali, nella sua casa di Los Angeles.. Il loculo contenente le spoglie del fondatore di Playboy si trova al cimitero di Westwood, Los Angeles, California, a sinistra di quello di Marilyn Monroe.

### Vita privata

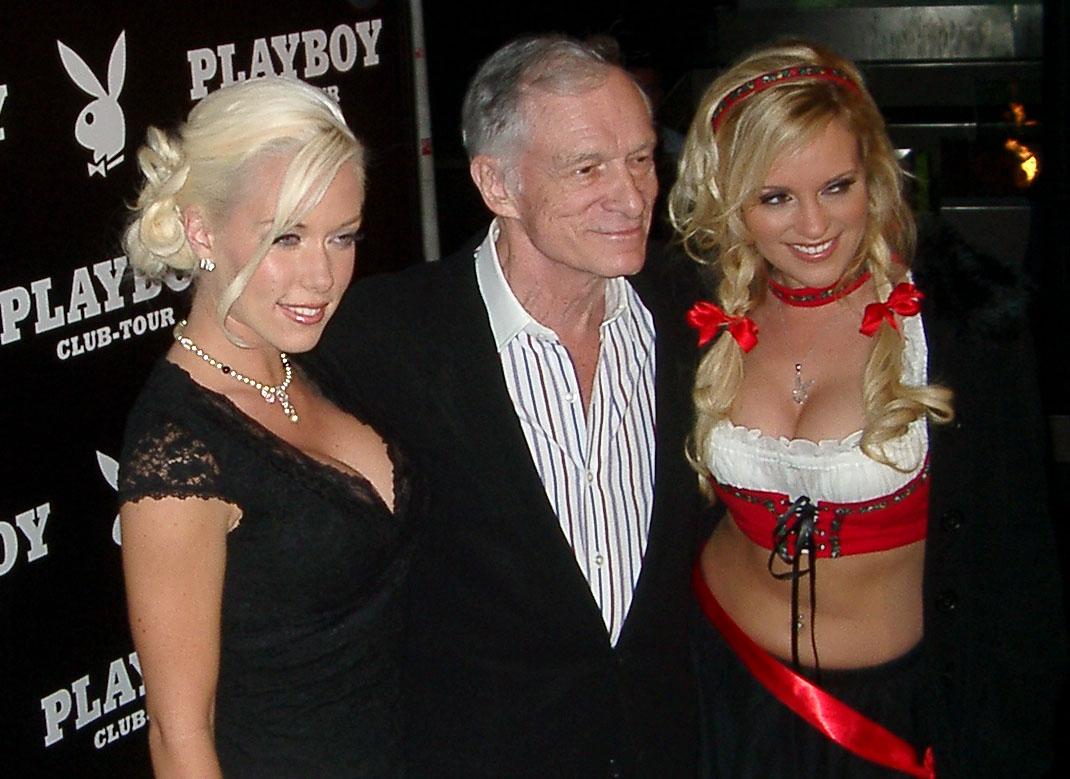
Hefner con due Playmate

Nel 1949 Hefner sposò Mildred Williams, conosciuta quando entrambi erano studenti alla Northwestern University. Ebbero due figli, Christie Hefner (nata l'8 novembre 1952, da lui messa nel 1988 al vertice dell'impero di Playboy) e David Hefner (nato il 30 agosto 1955). Hefner e la Williams divorziarono nel 1959.
Nel 1989 sposò la Playmate of the year Kimberley Conrad. La coppia ebbe due figli, Glenn Marston Hefner (nato il 9 aprile 1990) e Bradford Cooper Hefner (nato il 4 settembre 1991). Dopo una separazione di 11 anni, Hefner chiese il divorzio dalla Conrad affermando che le differenze erano ormai inconciliabili e dichiarando di essere rimasto sposato solo per il bene dei figli, fino a che il figlio più giovane non era diventato maggiorenne. Il divorzio fu sancito nel marzo 2010.
Il 24 dicembre dello stesso anno, Hefner si fidanzò con Crystal Harris, annunciandolo pubblicamente il giorno seguente. La cerimonia matrimoniale, inizialmente prevista per il 18 giugno 2011, fu poi celebrata il 31 dicembre 2012 alla Playboy Mansion.

## Politica e filantropia
- Lo "Hugh Hefner First Amendment Award" è stato creato da Christie Hefner "per onorare le persone che hanno dato contributi significativi nella tutela e valorizzazione dei diritti del Primo Emendamento americano".
- Hefner raccolse e donò fondi per il partito democratico degli Stati Uniti. Tuttavia, definì se stesso più come un indipendente, a causa della disillusione per entrambi i partiti, democratico e repubblicano.
- Nel 1978 contribuì a organizzare iniziative di raccolta fondi che portarono al ripristino dell'insegna di Hollywood. Ospitò un gala per la raccolta fondi alla Playboy Mansion e contribuì personalmente con 27.000 dollari (1/9 dei costi totali di restauro), acquistando la lettera Y in un'asta cerimoniale.
- Donò tra l'altro 100.000 dollari alla University of Southern California's School of Cinematic Arts per creare un corso intitolato Censura nel cinema e 2 milioni di dollari per inserire una cattedra per lo studio del cinema americano.
- Sia attraverso la sua fondazione di beneficenza sia direttamente, contribuì anche ad enti di beneficenza al di fuori della sfera della politica e dell'editoria, creando eventi di raccolta fondi per "Much Love Animal Rescue", nonché per "Generation Rescue", una controversa campagna anti-vaccinazione sostenuta da Jenny McCarthy.
- Sylvilagus palustris hefneri, una sottospecie di Sylvilagus palustris un coniglio in via di estinzione, porta il suo nome in onore del sostegno finanziario che fornì per la sua protezione.
- Sostenne la legalizzazione del matrimonio tra persone dello stesso sesso e affermò che la lotta per il matrimonio gay è "una lotta per tutti i nostri diritti. Senza di essa, torneremo di nuovo all'epoca puritana passata".
- Istituì in tutte le sue tenute, una rigorosa politica antidroga, secondo la quale chiunque fosse stato scoperto in possesso di sostanze illegali sarebbe stato definitivamente espulso. Ciò, molto probabilmente, a causa della morte, avvenuta nel 1975 per overdose, della sua ex segretaria Bobbie Arnstein, come pure per le possibili conseguenze legali nel caso fossero state trovate o utilizzate droghe nelle sue proprietà.